# This England

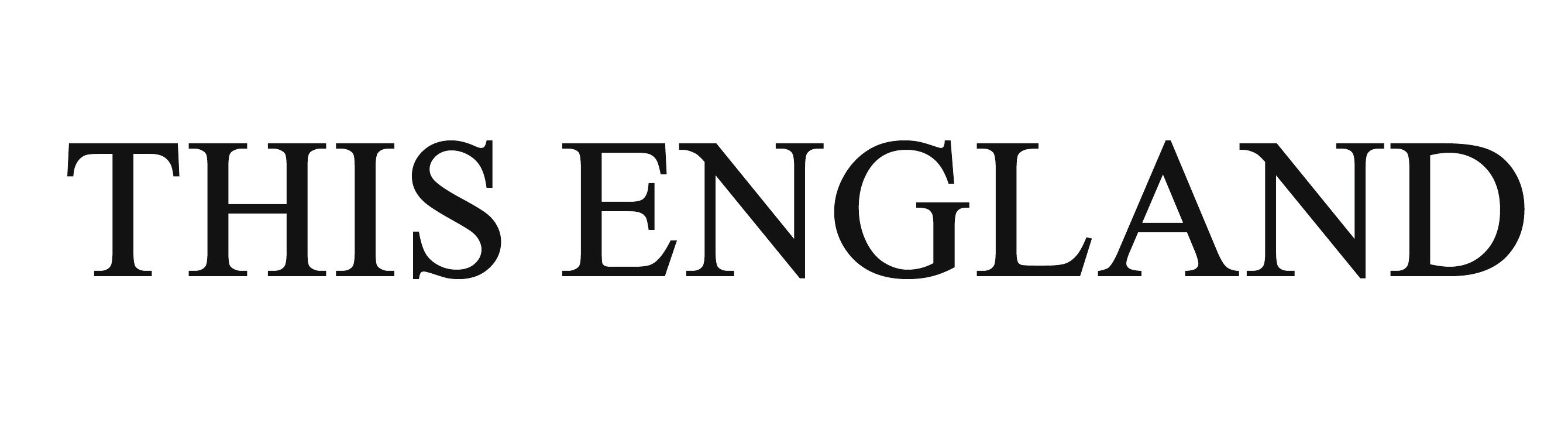
Logo

This England is een Brits tijdschrift dat viermaal per jaar verschijnt. Het is eigendom van de uitgeverij DC Thomson uit Dundee en heeft een redactieadres in Haywards Heath in het graafschap Sussex. Het tijdschrift werd in 1968 opgericht en concentreert zich op de geschiedenis en folklore van Engeland, met bijzondere aandacht voor erfgoed, historische gebouwen en markante Engelse personen uit vervlogen tijden. Naast de Britse afzetmarkt biedt This England abonnementen voor uitgeweken Engelsen in onder andere Canada en Nieuw-Zeeland. Naar eigen zeggen heeft het magazine wereldwijd ruim 115.000 lezers. Hoofdredacteur is Angela Linforth. Een begeleidende publicatie sind 1985 is Evergreen, waarin veelal nostalgische verhalen en reportages over het Engeland van vroeger verschijnen.

## Geschiedenis
This England werd in 1968 opgericht door de uitgever Roy Faiers in Grimsby. Het was een patriottisch blad met bijzondere aandacht voor verzorgde kleurenfoto’s, bijdragen over poëzie en een onberispelijke spelling en grammatica. Onder Faiers was de redactionele lijn traditionalistisch en conservatief; het tijdschrift steunde de koninklijke familie en de Church of England en waakte erover dat er nooit iets aanstootgevends of controversieels op zijn pagina’s verscheen. De slogan uit de beginjaren luidde ‘As refreshing as a pot of tea’.
Het tijdschrift was van meet af aan eurosceptisch. De artikelen over Engelse geschiedenis werden gecombineerd met campagnes tegen bijvoorbeeld het metrisch stelsel en voor het behoud van de Imperial units. Ook is This England er voorstander van, Saint George's Day (23 april) tot een officiële Engelse feestdag te maken. Na de verkoop van het tijdschrift aan DC Thomson in 2009 was Stephen Garnett hoofdredacteur tot 2018, waarna de redactie in Cheltenham om financiële redenen werd opgedoekt.

## Inhoud
De nieuwe slogan van het tijdschrift luidt ‘For all who love our green and pleasant land’. Vaste rubrieken in This England zijn onder andere ‘Historic Homes of England’, waarin telkens een kasteel of landhuis beschreven wordt, en ‘Heritage Church’, dat aandacht besteedt aan een historisch interessant Engels kerkgebouw. De serie ‘A Royal History of England’ behandelde de biografieën van alle Engelse vorsten van Angelsaksische tijden tot heden en werd nadien in een boek gebundeld; ‘The Prime Ministers’ bestaat daarentegen uit biografische artikelen over alle eerste ministers vanaf Robert Walpole.
‘Cornucopia’ is een verzameling opmerkelijke nieuwsberichten die met Engeland of de Engelsen te maken hebben. In ‘Poets' Corner’ wordt in ieder nummer het leven van een Engelse dichter beschreven; in deze rubriek worden tevens door lezers ingezonden gedichten gepubliceerd. Voorts zijn er artikelen over traditionele ambachten en Engelse bedrijven met een lange geschiedenis, interviews met Engelse auteurs, politici en kunstenaars, alsmede een tuinkatern. De lezersbrievenrubriek bevat dikwijls mijmeringen van bejaarde lezers die terugdenken aan de Tweede Wereldoorlog of aan ontmoetingen met bekende personen.
This England heeft de kritiek gekregen dat het zich uitsluitend op het verleden focust. ‘In Praise of Modern Britain’ van journalist Brian Viner is een vaste opiniebijdrage waarin het tijdschrift tracht vooruit te kijken. Sinds het aantreden van Angela Linforth als hoofdredacteur is het magazine eveneens op Facebook, Twitter en Instagram vertegenwoordigd.
Daarnaast verkoopt This England cd’s met meestal lichte muziek uit de jaren veertig, vijftig en zestig. Het magazine bezit een webwinkel met souvenirs, geschenkmanden en memorabilia die ook naar de landen van het Brits Gemenebest verzonden worden.